# 교대급수
미적분학에서 교대급수(交代級數, 영어: alternating series)는 양과 음의 항이 번갈아 가며 나타나는 실수 항 급수다. 교대급수 판정법(交代級數判定法, 영어: alternating series test)에 따르면, 만약 교대급수의 항의 절댓값이 0으로 수렴하는 단조수열이라면, 이 급수는 수렴한다. 교대급수 판정법은 디리클레 판정법의 특수한 경우다.

## 정의

### 교대급수
음이 아닌 실수의 수열 {\displaystyle (a_{n})_{n=0}^{\infty }} ({\displaystyle a_{n}\geq 0\forall n\geq 0})에 대한 교대급수는 다음 두 급수 가운데 하나를 뜻한다.
{\displaystyle \sum _{n=0}^{\infty }(-1)^{n}a_{n}=a_{0}-a_{1}+a_{2}-a_{3}+\cdots }
{\displaystyle \sum _{n=0}^{\infty }(-1)^{n+1}a_{n}=-a_{0}+a_{1}-a_{2}+a_{3}-\cdots }

### 교대급수 판정법
음이 아닌 실수의 수열 {\displaystyle (a_{n})_{n=0}^{\infty }} ({\displaystyle a_{n}\geq 0\forall n\geq 0})에 대하여, 다음 두 조건이 성립한다고 하자.
- 감소수열이다. 즉, {\displaystyle a_{0}\geq a_{1}\geq a_{2}\geq \cdots }
- {\displaystyle \lim _{n\to \infty }a_{n}=0}

그렇다면, 교대급수
{\displaystyle \sum _{n=0}^{\infty }(-1)^{n}a_{n}=a_{0}-a_{1}+a_{2}-\cdots }
는 수렴한다. 또한, 다음 부등식이 성립한다.:183
{\displaystyle \left|\sum _{i=n}^{\infty }(-1)^{i}a_{i}\right|\leq a_{n}}
이를 교대급수 판정법이라고 한다.
디리클레 판정법을 통한 증명:
교대급수 판정법은 디리클레 판정법의 특수한 경우다. 디리클레 판정법에 따르면, 유계 부분합을 갖는 급수의 항과 0으로 수렴하는 단조수열을 곱한 급수는 수렴한다. 급수
{\displaystyle \sum _{n=0}^{\infty }(-1)^{n}=1-1+1-\cdots }
는 발산하지만, 이 급수의 부분합은 유계 수열이다. 따라서 디리클레 판정법을 적용할 수 있다.
직접적인 증명:
교대급수의 부분합
{\displaystyle S_{n}=\sum _{i=0}^{n}(-1)^{i}a_{i}}
을 생각하자.
{\displaystyle {\begin{aligned}S_{n+2}&=S_{n}+(-1)^{n+1}a_{n+1}+(-1)^{n+2}a_{n+2}\\&=S_{n}+(-1)^{n+1}(a_{n+1}-a_{n+2})\end{aligned}}}
이므로, {\displaystyle n}이 홀수일 때 {\displaystyle S_{n+2}\geq S_{n}}이며, {\displaystyle n}이 짝수일 때 {\displaystyle S_{n+2}\leq S_{n}}이다. 즉, {\displaystyle (S_{2k+1})_{k=0}^{\infty }}는 증가수열이며, {\displaystyle (S_{2k})_{k=0}^{\infty }}은 감소수열이다. 또한,
{\displaystyle S_{2k+1}=S_{2k}+(-1)^{2k+1}a_{2k+1}=S_{2k}-a_{2k+1}\leq S_{2k}}
이므로,
{\displaystyle S_{1}\leq S_{3}\leq S_{5}\leq \cdots \leq S_{4}\leq S_{2}\leq S_{0}}
이다. 특히, {\displaystyle S_{1}}과 {\displaystyle S_{0}}은 수열 {\displaystyle (S_{n})_{n=0}^{\infty }}의 하계와 상계이다. 따라서 {\displaystyle (S_{2k+1})_{k=0}^{\infty }}과 {\displaystyle (S_{2k})_{k=0}^{\infty }}은 모두 유계 수열이다. 모든 단조 유계 수열은 수렴하므로, 두 수열은 수렴한다.
{\displaystyle S=\lim _{k\to \infty }S_{2k+1}\in \mathbb {R} }
{\displaystyle S'=\lim _{k\to \infty }S_{2k}\in \mathbb {R} }
라고 하자. 그렇다면,
{\displaystyle 0=\lim _{k\to \infty }a_{2k+1}=\lim _{k\to \infty }(S_{2k}-S_{2k+1})=S-S'}
이다. 즉, 두 수열의 극한은 같다. 따라서, 교대급수의 부분합 {\displaystyle (S_{n})_{n=0}^{\infty }}은 ({\displaystyle S=S'}으로) 수렴한다. 항상
{\displaystyle 0\leq a_{0}-a_{1}=S_{1}\leq S_{n}\leq S_{0}=a_{0}}
이므로,
{\displaystyle \left|\sum _{i=0}^{\infty }(-1)^{i}a_{i}\right|\leq a_{0}}
이다. 수열 {\displaystyle (a_{0},a_{1},a_{2},\dots )}을 수열 {\displaystyle (a_{n},a_{n+1},a_{n+2},\dots )}로 대체하면 부등식
{\displaystyle \left|\sum _{i=n}^{\infty }(-1)^{i}a_{i}\right|\leq a_{n}}
을 얻는다.

## 예
모든 수렴하는 양의 실수 항 급수에 대하여, 이에 대응하는 교대급수는 절대 수렴하며, 특히 수렴한다.
교대급수
{\displaystyle \sum _{n=1}^{\infty }{\frac {(-1)^{n-1}}{n}}=1-{\frac {1}{2}}+{\frac {1}{3}}-\cdots }
를 생각하자. 수열 {\displaystyle (1/n)_{n=0}^{\infty }}은 감소수열이며, 0으로 수렴한다. 교대급수 판정법에 의하여, 이 급수는 수렴한다. 이 교대급수에 대응하는 양의 실수 항 급수는 조화급수이며, 이는 발산한다. 즉, 이 교대급수는 오직 조건 수렴한다. 사실, 이 급수의 합은
{\displaystyle \sum _{n=1}^{\infty }{\frac {(-1)^{n-1}}{n}}=\ln 2}
이다. 이는 아벨 극한 정리를 통하여 보일 수 있다.
보다 일반적으로, 교대급수
{\displaystyle \sum _{n=2}^{\infty }{\frac {(-1)^{n}}{n^{p}\ln ^{q}n}}\qquad (p,q\in \mathbb {R} )}
를 생각하자.
- 만약 {\displaystyle p>1}이거나 {\displaystyle p=1}, {\displaystyle q>1}이라면, 이 급수는 절대 수렴한다. 이는 적분 판정법을 통하여 보일 수 있다.
- 만약 {\displaystyle p=1}, {\displaystyle q\leq 1}이거나 {\displaystyle 0<p<1}이거나 {\displaystyle p=0}, {\displaystyle q>0}이라면, 적분 판정법에 따라 이 급수는 절대 수렴하지 않는다. 그러나, 충분히 큰 {\displaystyle x\gg 1}에 대하여 {\displaystyle (x^{-p}\ln ^{-q}x)'=x^{-p-1}\ln ^{-q-1}x(-p\ln x-q)<0}이므로, {\displaystyle 1/(n^{p}\ln ^{q}n)}은 최종적으로 감소 수열이다. 또한 {\displaystyle 1/(n^{p}\ln ^{q}n)}은 0으로 수렴한다. 교대급수 판정법에 의하여, 이 급수는 조건 수렴한다.
- 만약 {\displaystyle p=0}, {\displaystyle q\leq 0}이거나 {\displaystyle p<0}이라면, {\displaystyle (-1)^{n}/(n^{p}\ln ^{q}n)}은 0으로 수렴하지 않는다. 따라서 이 급수는 발산한다.